# 槙原覚
槙原 覚（まきはら さとる、1894年（明治27年）3月1日 - 1942年（昭和17年）5月8日）は、日本の実業家。青年期に岩崎久弥（岩崎弥太郎の長男、三菱財閥3代目総帥）から奨学金を受け、その後三菱商事に入社し水産部長とロンドン支局長を歴任した。財閥解体前の三菱最後の社長であり、再編後の最初の社長となった高垣勝次郎のライバルであった。岡山県新見市出身。

## 略歴
岡山県哲多郡神代村（現：新見市）出身。小作農槙原柳太郎の二男として生まれる。14歳で親戚を頼って上京し下働きなどをしていたが、岩崎弥太郎設立の本郷竜岡町（現・文京区湯島4丁目）の学寮「雛鳳館」の寮生に選ばれたことにより金銭的苦労がなくなり、東京高等商業学校在学中は学業とともにテニスに熱中した。
東京高等商業学校専攻部を卒業し、三菱商事に入社した。ロンドン駐在中の1940年8月2日にスパイの疑いで逮捕され、ブリクストン刑務所に収監される。日本愛好家でスパイでもあったセンピル卿などの支援により、数日後の同年8月5日に「証拠不充分」として釈放された。
ロンドン支局閉鎖に伴い1940年10月に日本へ帰国すると、水産部長を務める。乗船した船がアメリカ軍潜水艦の魚雷を受けて（大洋丸事件）、1942年5月8日に男女群島付近で遭難した。多くの友人知人の手で追悼文集『槙原覚君の憶出』が編まれている（1943年発行）。
妻の治子は牛込余丁町の裕福な薬商に生まれた。一人息子の槙原稔がある（1930年1月12日ロンドンで出生、三菱商事社長、会長）。義兄は三菱商事社員で作家の秦豊吉。

## 著作
- ロバート・リーフマン (en)『企業形態論』増地庸治郎、槙原覚 共訳（東京 : 同文館、1922年）。上田貞次郎の寄稿、NCID BN00827326[16]。

- 槇原覺「○」『野間恭一郎の思ひ出』鼈宮谷清松 編、東京：鼈宮谷清松、1938年（昭和13年）、152頁-（コマ番号0091.jp2-0092.jp2）。全国書誌番号:44011281、doi:10.11501/1029620。
- 槇原覚「空襲下のロンドンから」『ダイヤモンド : 経済雑誌』第29巻第2号（昭和16年1月11日）、ダイヤモンド社、東京、1941年1月11日、214-216頁（コマ番号0014.jp2-）、doi:10.11501/10294392、全国書誌番号:00014375。国立国会図書館内公開。掲載誌別題『Diamond : economic journal』、国立国会図書館雑誌記事索引 36 (27) 1948.09～44 (57) 1956.10。

### 注
1. ↑  大阪朝日新聞はコックス事件の報復と報道した[9]。
2. ↑  「1年志願兵時代」の項目に高垣勝次郎、海外駐在先のシンガポールの知友に下田幸三郎。ロンドン駐在時代に知己を得た田村亮や香月保ほかは魅力ある人柄を寄稿。業界人より平井澄、服部一郎、竹内俊一、川村音次郎、山川捨二郎、保柳才喜、石川茂が文を寄せた。幼少期から青年期を回顧する西原林三郎、大倉商業学校同窓生、〈竜岡町の塾〉すなわち雛鳳館の寮生の追想、京極友助（一橋大学同窓）らはテニス選手としての側面を思い返し、シンガポールでテニストーナメント主催者であったこと、槙原の「企業形態論」（増地康治郎）を振り返り、またシドニー駐在の知友による文もある。ロンドン駐在時代の寄稿が多く、着道楽（松本季三志）、典型的スポーツマン（齋藤武夫）であったこと、藤室益三は豪胆でも細心であった点を述べ、駐在員を招いた槙原家のクリスマス行事（家坂孝平）や生活ぶり（各務八郎）、槙原の持論（落合精一）が紹介された。